# Nakadžima J9N Kikka
Nakadžima J9N Kikka (japonsky: 中島 橘花, česky: Pomerančový květ) byl prototyp japonského dvoumotorového útočného a stíhacího stroje, jehož koncepce byla inspirována německým letounem Messerschmitt Me 262.

## Vývoj
Od roku 1943 Japonsko jednalo s Německem o předávání výsledků výzkumu a vývoje. Později Japonce zaujaly především letouny Me 262A a Me 163B a bylo dohodnuto pomocí ponorek převézt do Japonska dva kusy Me 163B, proudové a raketové pohonné jednotky a kompletní technickou dokumentaci. Ponorky, které vezly části strojů a dokumentaci z Německa však byly postupně potopeny, takže se do Japonska dostala jen část fotodokumentace, fotografie motoru BMW 003 a útržky technických podkladů. Na podkladě německé dokumentace se podařilo sestrojit motor Išikawadžima Ne-20 s tahem 4,66 kN. První funkční prototyp motoru Ne-20 se rozběhl 26. března 1945, přičemž u dalších výrobců vznikaly i jiné varianty motorů založených na konstrukci BMW 003.
O vývoji stroje, odpovídajícího německému Me 262, bylo ve firmě Nakadžima rozhodnuto v září 1944. Nakonec byl v Japonsku vytvořen stroj, který byl německým vzorem inspirován, ale jinak s ním měl málo společného. Letoun byl celkově menší, měl odlišně tvarovaný trup a na rozdíl od Me 262 měl přímé křídlo (pro uložení v nouzových krytech ho bylo možné složit). Podvozek byl příďový, přední noha se sklápěla dozadu a hlavní podvozkové nohy se sklápěly směrem k trupu. Hlavní podvozkové nohy byly plně kryty trojdílným krytem, přední noha jednodílným krytem. Brzdy pocházely z typu Micubiši A6M. Pilotní kabinu kryl kapkovitý překryt. Palubní deska i ovladače byly dřevěné. Při startu mohly být použity dvě pomocné startovací rakety.
Prototyp byl dokončen v květnu 1945 a pojížděcí zkoušky probíhaly v červenci na letecké základně Kisarazu. Letoun poprvé vzlétl 7. srpna 1945 a po přistání letoun jeho pilot Susumu Takaoka nešetřil chválou. Už při druhém letu 11. srpna ovšem došlo k havárii. Letoun startoval i s pomocnými raketovými motory, při startu měl potíže a při pokusu o jeho přerušení nestihl včas zabrzdit, opustil startovací dráhu, v příkopu přišel o podvozek a zastavil se až na břehu Tokijského zálivu. Prototyp byl těžce poškozen a o několik dní později Japonsko kapitulovalo.
Další kusy se již do konce války nepodařilo dokončit, a tak si několik rozestavěných letounů odvezli Američané jako válečnou kořist ke zkouškám do USA. Díky tomu se jeden exemplář dochoval v National Air and Space Museum.

## Specifikace

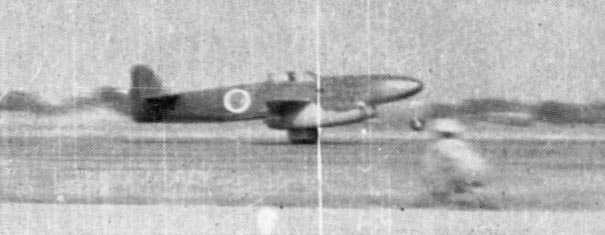
Nakajima Kikka, druhý zkušební let

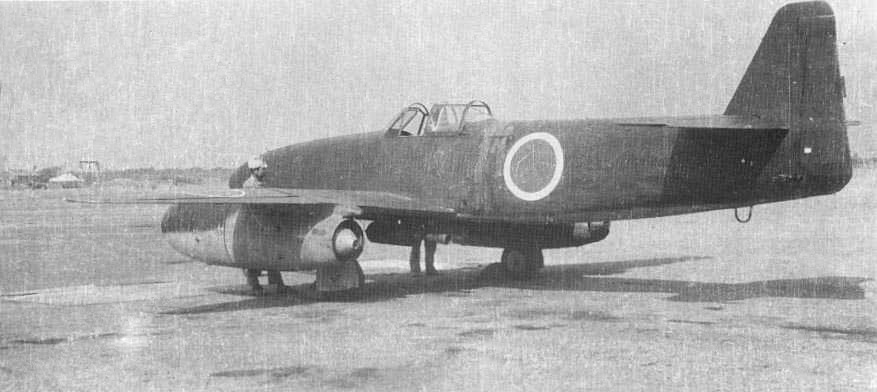
J9N Kikka

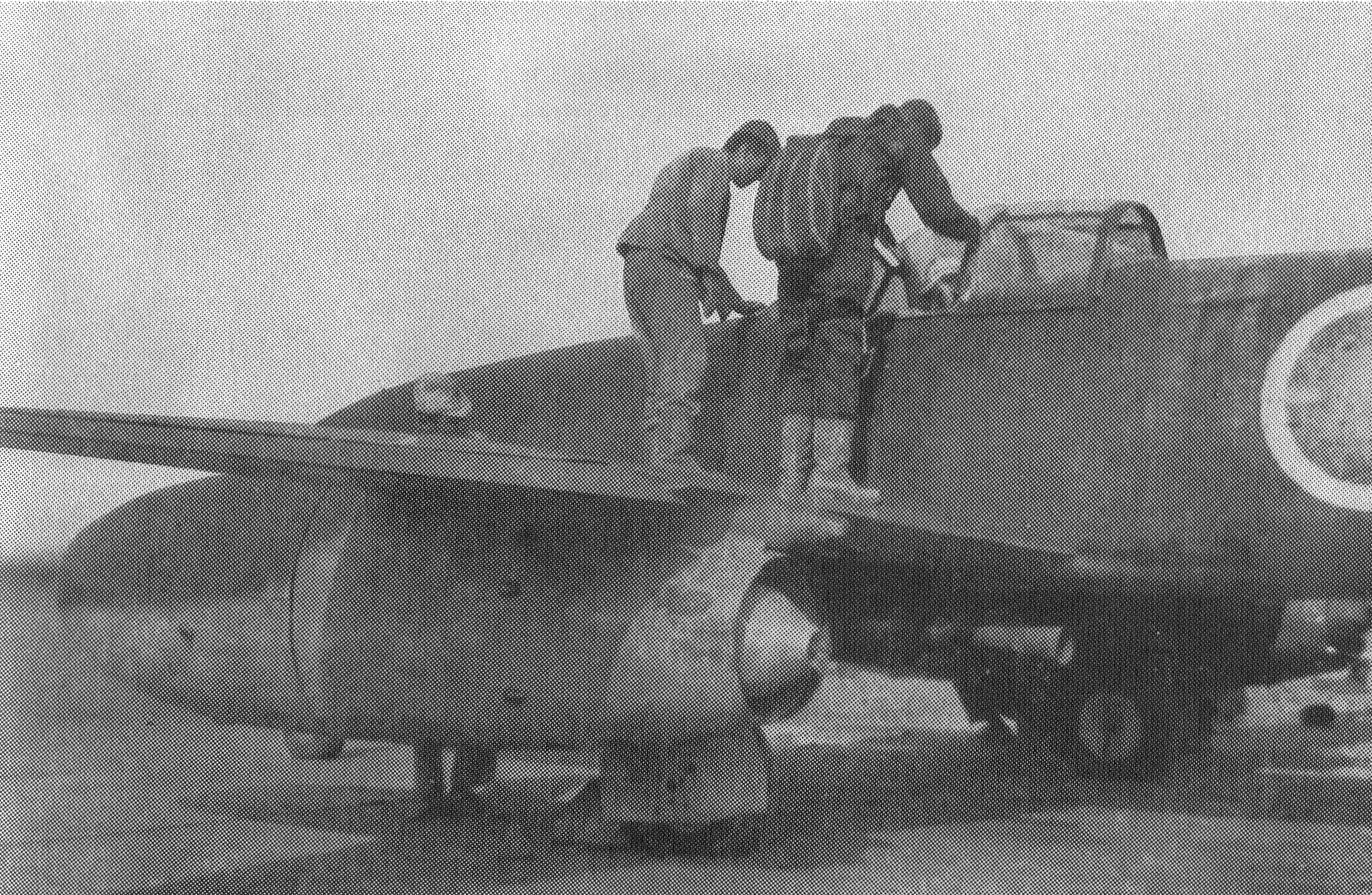
Nakadžima Kikka

### Technické údaje
- Osádka: 1 (pilot)
- Rozpětí: 10 m
- Délka: 8,12 m
- Výška: 2,95 m
- Nosná plocha: 13,21 m²
- Hmotnost prázdného letounu: 2300 kg
- Vzletová hmotnost: 3500 kg
- Pohonná jednotka: 2 × proudový motor Ne-20
- Tah pohonné jednotky: 2 × 4,75 kN

### Výkony
- Maximální rychlost: 712 km/h
- Dostup: 12 000 m
- Dolet: 950 km

### Výzbroj
- 2 × 30mm kanón nebo až 800 kg pum